# Hana Šmejkalová
Hana Šmejkalová (* 30. července 1963) je česká manažerka, v letech 2015–2020 byla ředitelkou letiště Pardubice.

## Kariéra
V roce 2018 převzala cenu „Řád vavřínu 2018“ od prezidenta Hospodářské komory ČR za mimořádné manažerské úspěchy.

### Předchozí angažmá vČSA
- Ředitelka obchodu 2014–2015
- Vízová politika v rusky mluvících zemích 2013
- Ředitelka zahraničního zastoupení na Ukrajině 2012–2013
- Ředitelka Oblasti 1 2010–2012
- Ředitelka zahraničního zastoupení v Maďarsku 2005–2010